# Journal of Proteome Research
Das Journal of Proteome Research, abgekürzt J. Proteome Res., ist eine wissenschaftliche Zeitschrift, die von der American Chemical Society veröffentlicht wird. Die erste Ausgabe erschien im Februar 2002. Derzeit erscheint die Zeitschrift monatlich. Es werden Artikel veröffentlicht, die sich mit allen Aspekten der Proteinanalyse und -funktion beschäftigen.
Der Impact Factor lag im Jahr 2019 bei 4,074. Nach der Statistik des ISI Web of Knowledge wurde das Journal 2012 in der Kategorie biochemische Forschungsmethoden an zehnter Stelle von 75 Zeitschriften geführt.
Chefredakteur ist John R. Yates III.